# Buaran (Serpong)
Buaran is een bestuurslaag in het regentschap Tangerang Selatan van de provincie Banten, Indonesië. Buaran telt 15.410 inwoners (volkstelling 2010).